# Batalla naval de Ceuta
La batalla naval de Ceuta fou una de les batalles de la Guerra de l'Estret.

## Antecedents
El segle XIV va veure un progressiu augment de les flotes a mesura que la guerra a l'Estret es feia més aferrissada. El 1334 es va signar un tractat de pau entre el Marroc, Granada i Castella i el 1336 Pere el Cerimoniós va acceptar prorrogar la pau amb Granada, però la pau no es podia mantenir gaire temps per les ambicions contraposades.
La dinastia marínida projectava reunificar el Magreb, prenent Tilimsen el 1337, i la flota d'Alfons XI de Castella estava a l'Estret de Gibraltar des de la primavera de 1338 i va sol·licitar ajuda a Pere el Cerimoniós per completar la flota de l'Estret, signant el pacte de Madrid, per la que els dos regnes es comprometien a ajudar-se per fer la guerra al Marroc i Granada mentre els marínides van fer el mateix amb els hàfsides.
L'almirall Jofre Gilabert de Cruïlles van sortir de Barcelona l'1 de juny de 1339 amb quatre galeres, per unir-se a València amb sis galeres més i una galiota que des d'allà van posar rumb a l'Estret.

## Batalla
El 6 de setembre de 1339 al mar d'Alborán, davant Ceuta un estol de vuit galeres catalanes manat per Jofre Gilabert de Cruïlles i Galceran Marquet derrota una força naval de tretze galeres marroquines i una genovesa.

## Conseqüències
El 1340 Abu-l-Hàssan Alí al nord de l'estret i els reis Alfons XI de Castella i Alfons IV de Portugal marxaren de Sevilla en auxili de Tarifa, derrotant els musulmans. Llavors els marínides, amb la moral alta, van creuar l'estret sota la direcció del soldà de Fes, Abdul Hassan i intentà recuperar Tarifa el 1340. Llavors la flota catalana va derrotar a la marínida a la batalla del riu Palmones, el rei del Marroc fugí vers Algesires, des d'on retornà al seu regne, i el de l'Emirat de Gharnata passà a Marbella i després a la seva capital i els catalans sota la direcció de Jordi Gilbert de Cruilles van fer un atac a Algesires. A Tarifa els castellans amb ajut de les forces de la Corona d'Aragó (que van desbloquejar la ciutat per mar) i portugueses (el rei Alfons IV de Portugal era cunyat d'Alfons XI de Castella), van enfrontar-se a la batalla del riu Salado (30 d'octubre) que fou una greu derrota dels magrebins. La presa d'Algesires tancà la guerra de l'Estret i suposà un pas decisiu en la Guerra de Granada, al dotar al Regne de Castella del principal port de la costa nord de l'Estret de Gibraltar i la ciutat seria a partir de llavors la base principal d'actuació dels exèrcits cristians.